# День працівників металургійної та гірничодобувної промисловості
День працівників металургійної та гірничодобувної промисловості — професійне свято працівників металургійної та гірничодобувної промисловості України. Відзначається щорічно у третю неділю липня.

## Історія свята
Свято встановлено як День металурга в Україні «…на підтримку ініціативи працівників металургійної та гірничодобувної промисловості України…» згідно з Указом Президента України «Про День металурга» від 3 червня 1993 року № 187/93. Згідно з Указом Президента України «Про внесення змін до Указу Президента України від 3 червня 1993 року N 187» від 27 червня 2006 року № 584/2006 свято було перейменовано в День працівників металургійної та гірничодобувної промисловості.
Передісторією було свято, встановлене 28 вересня 1957 року Президією ВР СРСР як «День металурга».

## Привітання
- Привітання Прем'єр-міністра Юлії Тимошенко з Днем працівників металургійної та гірничодобувної промисловості [Архівовано 4 березня 2016 у Wayback Machine.], 19 липня 2009 року